# Академический лавр
Академический лавр (пол. Wawrzyn Akademicki) — польская награда за литературные заслуги. Учреждена в 1934 году, имела две степени (золотой и серебряный лавр). В период Польской Республики ежегодно присуждалась по представлению Польской академии литературы.

## История и правила награждения
Награда была учреждена Распоряжением министра по делам вероисповеданий и общественного просвещения от 21 февраля 1934 года.
Лавр вручали за заслуги перед польской литературой, а именно за:
- выдающееся литературное творчество;
- выдающуюся деятельность в области попечительства над польской словесностью;
- выдающуюся издательскую, организационную и прочую деятельность в области худшожественной литературы;
- распространение любви к польской литературе;
- пропаганду чтения;
- содействие росту интереса к польскому литературному творчеству.

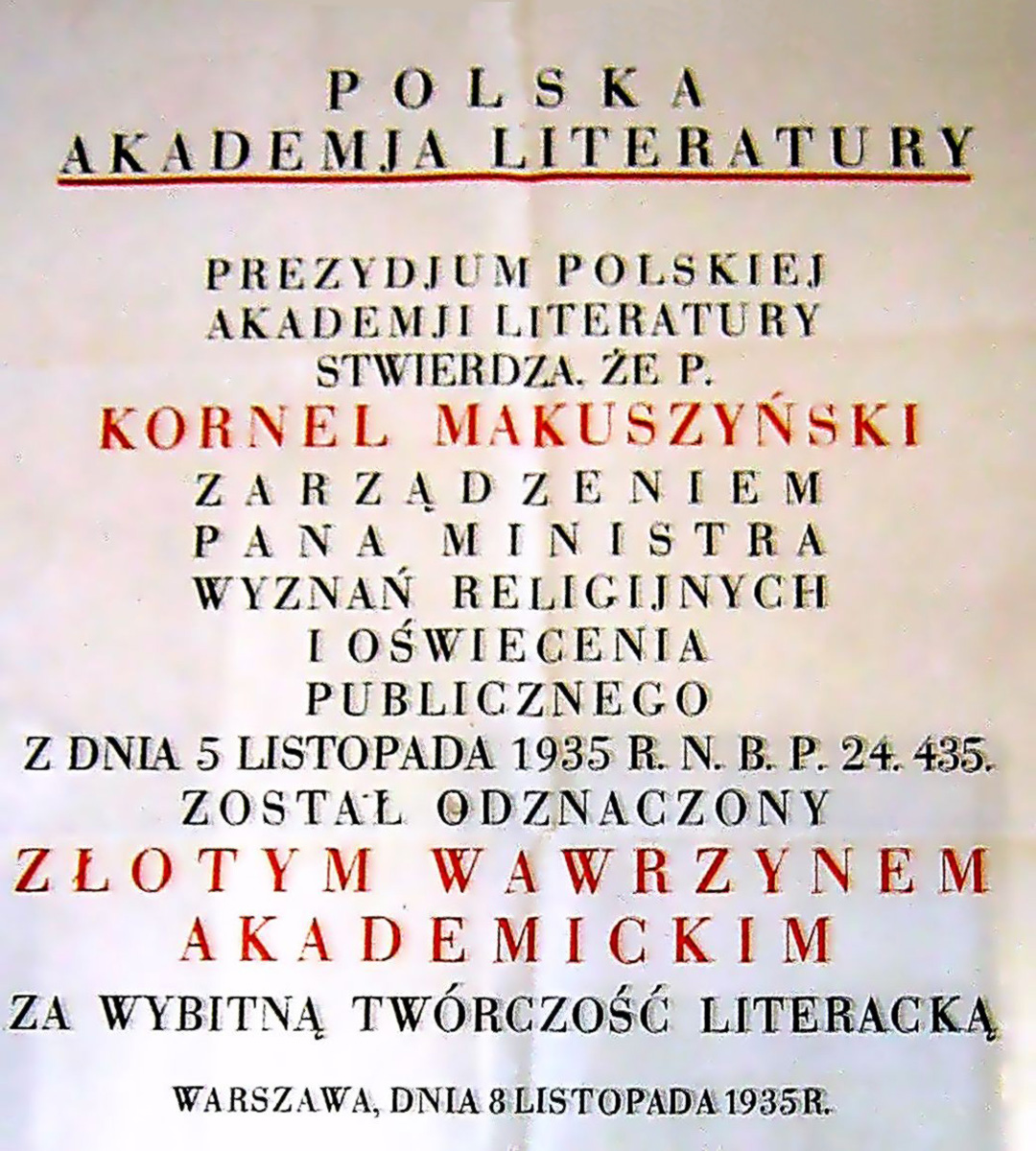
Диплом о присуждении Золотого Академического лавра Корнелю Макушинскому (5 ноября 1935 года).

Награду присуждал министр вероисповеданий и общественного просвещения по представлению Польской академии литературы. Награжденные получали знак и диплом с указанием конкретных заслуг. Изготовление знака оплачивал награжденный.
Существовало две степени знака: золотой и серебряный.

## Описание
Знак (золотой или серебряный в зависимости от степени) диаметром 38 мм состоит из шести листьев, соединенных ажурными краями. В центре расположен покрытый красной эмалью овал с серебряной монограммой «AL». Реверс гладкий.
Лента для обеих степеней зелёная, шириной 37 мм, с двумя белыми полосами. Крепится к знаку золотым или серебряным кольцом.
Орденская планка одинаковая для обеих степеней и повторяет цвета ленты.